# Tajemnicze Złote Miasta (serial animowany 1982)
Tajemnicze Złote Miasta (jap. 太陽の子エステバン Taiyō no ko esuteban; fr. Les Mystérieuses Cités d’or) – serial animowany produkcji francusko-japońskiej wyprodukowany przez Studio Pierrot i emitowany na kanale NHK od 29 czerwca 1982 do 7 czerwca 1983 w Japonii wspólnie z DiC o trójce 12-13-letnich dzieci z różnych kultur, poszukujących wraz z dorosłymi Hiszpanami Złotego Miasta w Ameryce Łacińskiej. Serial powstał na podstawie książki amerykańskiego pisarza Scotta O’Della pt. The King’s Fifth (1966). Fabuła jest całkowicie fikcyjna, choć nawiązuje do niektórych autentycznych ludów, obrzędów (m.in. El Dorado, składanie ludzi w ofierze) i postaci historycznych. Po zakończeniu wszystkich odcinków pokazywano krótkie filmy dokumentalne o plemionach, historii i kulturze Ameryki Południowej.
W Polsce nadawany na kanale TVP2 od 31 sierpnia 1992 do 7 czerwca 1993 roku z polskim lektorem oraz w roku 1997 na kanale RTL7. Składał się z trzydziestu dziewięciu odcinków.

## Fabuła

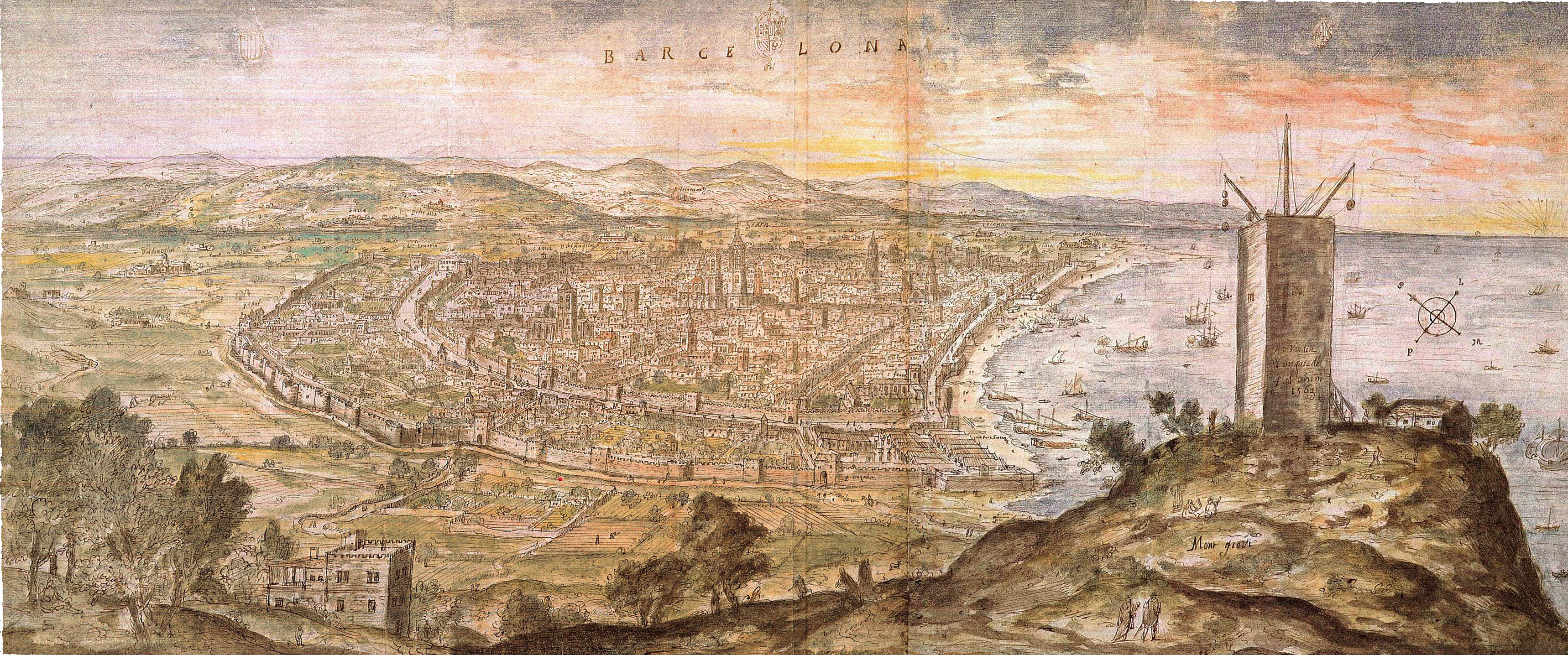
Barcelona w 1563 roku

Serial nawiązuje do wielu legend o tej części świata, a przede wszystkim do popularnych twierdzeń o bardzo zaawansowanej technologii niektórych ludów Ameryki. Niemal wszystkie wynalazki napędzane są energią słoneczną.
Barcelona, rok 1532. Od wielu dni pada deszcz. Mieszkańcy porywają 12-13 letniego Estebana, zwanego Dzieckiem Słońca, ponieważ wielu wierzy, że posiada on moc sprowadzenia Słońca. Wyznaczono za niego nagrodę w złocie. Rytuał się sprawdza, choć sam zainteresowany kpi z tego. Po tym zostaje uwolniony. Tymczasem, ojciec Rodriges, mnich opiekujący się chłopcem, zbliża się do kresu swoich dni. Na łożu śmierci opowiada mu jego przeszłość: podczas podróży Ferdynanda Magellana rozpętał się sztorm. Na horyzoncie zauważono łódź, na której był wzywający pomocy mężczyzna z niemowlęciem. Na ratunek, przywiązany liną do pasa, popłynął jeden z marynarzy. Zdołał uratować tylko dziecko. To był Esteban. Wziął go na ręce sam Magellan i, jakby w odpowiedzi na uśmiech Estebana, pojawiło się słońce.
Ojciec Rodriges umiera, a zrozpaczony Esteban biegnie na wysoką wieżę. Tam spotyka Mendozę, nawigatora gubernatora Pizarra, który go wtedy uratował. Bierze jego złoty medalion w kształcie półksiężyca. Chłopiec posiada go odkąd pamięta. Informuje, że składa się z dwóch części łatwych do połączenia i odczepienia. Posiada jedną z nich. Łączy z fragmentem, którego zabrał mu tego dnia na morzu, lecz nie zamierza go zwrócić. Razem tworzą znak solarny. Mendoza podejrzewa, że pochodzi z jednego z tajemniczych Złotych Miast. Namawia, by popłynął z nim statkiem Esperanza ku Nowemu Światu. Esteban spotyka tam Zię, inkaską dziewczynkę wychowywaną przez hiszpańską księżniczkę. Ma ona taki sam medalion, lecz cały. I ją sprowadził na statek Mendoza, ale mniej subtelnie.
Po pięciomiesięcznej podróży w towarzystwie mało przyjemnych hiszpańskich oficerów, dopływają na Ocean Spokojny. Mendoza uważany jest za jedynego, który umie przeprowadzić bezpiecznie statek przez Cieśninę Magellana. Dokonuje tego, ale niestety statek później się rozbija. Mendoza, Esteban, Zia oraz dwóch marynarzy (Pedro i Sancho) dopływają do Wysp Galapagos, gdzie spotykają Tao – afrykańskiego chłopca z zaginionego Królestwa Hiva. Wspólnie odkrywają statek Solaris.
Podczas dalszych podróży po kontynencie odkrywają intrygujące do dziś tajemnice, m.in. Rysunki z Nazca, Machu Picchu, wynalazki napędzane energią słoneczną, czasem uruchamiane medalionami, plemię wojowniczych kobiet Amazonek, tajemnicze manuskrypty, zagadkowy, niezwykle zaawansowany technologicznie lud Olmeków, opuszczone miasta Majów etc. Warto nadmienić, że Olmeków nie przedstawiono jako ludzi. Znaczną część swoich podróży w drugiej połowie serii odbywają na pokładzie latającego Złotego Kondora, który podobnie jak statek Solaris został stworzony przez zaawansowaną technologicznie cywilizację Mu (w Polskiej wersji nazywany "Hiva").

## Postacie
- Esteban – Dziecko Słońca, centralna postać.
- Zia – inkaska dziewczynka, w wieku siedmiu lat porwana przez Pizarra jako dar dla księżniczki Małgorzaty. Ona i Esteban chcą przede wszystkim znaleźć swoich ojców. W odcinku 3 zaczyna się w nim zakochiwać.
- Tao – chłopiec z tajemniczego Królestwa Hiva (oryg. Mu). Zna trochę Amerykę i jej języki. Poznał pozostałych bohaterów na Wyspach Galapagos.
- Mendoza – hiszpański nawigator w służbie Pizarra. Także ogarnięty gorączką złota, lecz z moralnymi skrupułami.
- Pedro i Sancho – tchórzliwi i głupkowaci towarzysze Mendozy, jednak oddani i wierni.
- Kokapetl – papuga Tao, bliżej nieznanego gatunku. Bardzo inteligentna, znająca wiele słów. Nieraz ułatwiała ucieczkę
- Papacamayo – ojciec Zii, przywódca Wsi Nowego Słońca, Najwyższy Kapłan Złotych Miast.
- Wielki Kapłan – ojciec Estebana, strażnik złotego miasta.
- Gubernator Pizarro – gubernator Barcelony, dowódca wojsk hiszpańskich ma pod sobą Komandora Gomeza i Kapitana Gasparda.
- Komandor Gomez – oficer Pizarra, ścigający bohaterów po całym kontynencie.
- Kapitan Gaspard – okrutny podwładny Gomeza.
- Doktor Fernando Manuelo – kolejny Hiszpan. Wszyscy mówią na niego po prostu Doktor. Prawdopodobnie podwładny Hernána Cortésa.
- Marinche – Indianka, tłumaczka Doktora, według Mendozy okrutniejsza niż Cortés.
- Tetiola – Potężnie zbudowany Indianin, przewodnik Doktora i niewolnik Marinche.
- Menator – przywódca Olmeków, chce zdobyć sekretny skarb Złotych Miast, by zdobyć energię niezbędną do utrzymania jego ludu przy życiu.
- Kalmec – komandor i protegowany Menatora
- Baraka – kapitan i dowódca wojsk Olmeków – można go poznać po żółtym ubiorze i zielonej pelerynie.

## Obsada (głosy)
- Masako Nozawa jako Esteban
- Rei Sakuma jako Zia
- Motoko Kumai jako Tao

## Dodatkowe informacje
- w początkowych odcinkach często pada nazwa miasta Lima – miasto to co prawda wtedy istniało, jednak nazywało się Ciudad de los Reyes.
- w 2006 Francuzi i Japończycy zrealizowali nową ekranizację przygód Estebana i Zii. Film nosi tytuł „Esteban et Zia à la recherche des 7 Cités d’Or” („Esteban i Zia w poszukiwaniu 7 Złotych Miast”). Tym razem kreskówka różni się od oryginalnego anime, a Esteban jest o kilka lat starszy.
- Powstała kontynuacja kreskówki z 1982, wyprodukowany w 2012 r. serial Tajemnicze Złote Miasta.

## Wersja polska
Wersja z angielskim dubbingiem i polskim lektorem Januszem Szydłowskim.

## Spis odcinków
1. Esteban, Dziecko Słońca (Esteban, Child of the Sun)
2. Poprzez Atlantyk (Crossing the Atlantic)
3. Znowu bohaterowie (Heroes Again)
4. Dryfowanie na bezkresnym morzu (Adrift on the Endless Sea)
5. Porwanie Zii (The Abduction of Zia)
6. Statek Solaris (The Ship Solaris)
7. Tajemnica Solaris (Secret of the Solaris)
8. Nowy kontynent (The New Continent)
9. Koniec Solaris (The End of the Solaris)
10. Sekret świątyni (Secret of the Temple)
11. Posłańcy regionu (Messengers of the Region)
12. Sekret medalionów (Secret of the Medallions)
13. Tajemnica rodziców (Mystery of the Parents)
14. Medalion Estebana (Esteban’s Medallion)
15. Podziemny sekret (The Subterranean Secret)
16. Urubowie (The Urubus)
17. Wielki kondor (The Great Condor)
18. Pierwszy lot wielkiego kondora (Maiden Flight of the Great Condor)
19. Płaskowyż Nazca (The Nazca Plateau)
20. Armata Hiszpanów (The Spaniards’ Cannon)
21. Amazonki (The Amazons)
22. Zwierciadło księżyca (The Mirror of the Moon)
23. Jadeitowa maska (The Jade Mask)
24. Manuskrypt (The Manuscript)
25. Jezioro złota (The Lake of Gold)
26. Bagna (The Swamps)
27. Drzwi nocy (The Doors of Night)
28. Las posągów (The Forest of Statues)
29. Płonąca tarcza (The Burning Shield)
30. Ucieczka (The Escape)
31. Wioska nowego słońca (The Village of the New Sun)
32. Atak Olmeków (Attack of the Olmecs)
33. Zjednoczenie (The Reunion)
34. Rewolta Majów (Revolt of the Mayas)
35. Maszyna Olmeków (The Olmec Machine)
36. Powietrzny pościg (Aerial Pursuit)
37. Złote Miasto (The City of Gold)
38. Wielkie dziedzictwo (The Great Legacy)
39. Koniec Złotego Miasta (End of the City of Gold)